# Watertoren Oranjestad
De watertoren Oranjestad is een van de eerste watertorens van Aruba. De toren is gelegen aan de J.G. Emanstraat in Oranjestad. Hier is gehuisvest de Bezwaarcommissie Landsverordening Administratieve Rechtspraak (LAR).

## Geschiedenis
In 1933 werd de eerste zeewaterdestillatiefabriek van het water- en energiebedrijf WEB, voormalig Landswatervoorzieningsdienst Nederlandse Antillen (LWV), afdeling Aruba, in Balashi in gebruik genomen. Er werd een centraal waterleidingnet geïnstalleerd in de steden Oranjestad en San Nicolas; echter na korte tijd werd de druk in het net te laag tijdens spitsuren van gebruik. Er werd besloten om in beide steden een watertoren te bouwen als onderdeel van de watervoorzieninginfrastructuur.
De watertoren Oranjestad en de watertoren San Nicolas zijn een kopie van elkaar. De bouwstijl is geïnspireerd op de stijlen van het nieuwe bouwen en Amerikaanse art deco. Dit is te zien aan de kolommen die langs de voorgevel omhoog rijzen en het gebouw enige artisticiteit verlenen. De ontwerper, Pieter van Stuivenberg, was bij de LWV te Curaçao werkzaam. De bouw, uitgevoerd door Bagger- en Bouwmaatschappij Albetam uit Den Haag, werd in 1938 gestart. De watertoren Oranjestad werd op 4 november 1939 in gebruik genomen, drie maanden na de opening van de watertoren te San Nicolas. 
De cirkelvormige toren is 40 meter hoog en uit gewapend beton opgetrokken. Het waterreservoir is 400 m³ groot met een bodemhoogte van 25 meter boven zeepeil, bedoeld om de druk op het waterdistributienet constant te houden. Beneden in de toren werden bureauruimten voor de watervoorzieningsdienst ingericht. Met de tijd kwamen er meer woningen bij en had het WEB gespreid over het eiland grote watertanks laten bouwen. Uiteindelijk verloor de watertoren zijn functie en werd deze in de jaren 90 buiten werking gesteld.

## Monument
Het gebouw werd in 1996 overgedragen aan het Monumentenfonds Aruba en is thans geklasseerd  als deel van het Arubaans cultureel erfgoed. De Watertoren Oranjestad werd in 2011 gerestaureerd en er werd een passend nieuwbouwgedeelte toegevoegd. De vier verdiepingen onder het waterreservoir en de monumentale trap zijn nog in de originele staat. Voor behoud van haar historische waarde werd de trap buiten gebruik gesteld en werd het gebouw voorzien van een lift. Sedert december 2011 houdt de Bezwaaradviesraad LAR hier kantoor.